# Tâmburești
Tâmburești – wieś w Rumunii, w okręgu Dolj, w gminie Rojiște. W 2011 roku liczyła 643 mieszkańców.